# Anton Goß
Anton Goß (* 22. Oktober 1899 in Stadtamhof; † nach 1943) war bis zur Absetzung im Jahr 1926 ein Gau- und Ortsgruppenleiter der frühen NSDAP in Dresden.

## Leben und Wirken
Goß, Sohn des Regensburger Postverwalters Anton Goß, war bis Anfang 1924 bei der Landespolizei im Freistaat Bayern tätig und wechselte danach in die sächsische Landeshauptstadt Dresden. Dort betätigte er sich verstärkt in rechtsradikalen Gruppen und trat zum 15. Mai 1925 der NSDAP bei (Mitgliedsnummer 4.850). Noch im selben Jahr übernahm er die Führung des NSDAP-Gaues Ostsachsen. Am 31. Januar 1926 wurde er durch den sächsischen NSDAP-Gauleiter Martin Mutschmann abgesetzt und all seiner Ämter, darunter auch als Ortsgruppenleiter von Dresden-Altstadt, enthoben. Anfang 1931 wurde Goß wieder Mitglied der NSDAP. Zu dieser Zeit und mindestens bis 1943 betrieb er in der Dresdner Altstadt die Deutsche Buchhandlung Anton Goß.